# ارتجاف حزمي
الارتجافات الحزمية أو التقلصات الحزمية أو التحزُّم أو ارتعاش العضلات (بالإنجليزية: Fasciculation)‏ هو انقباض واسترخاء عضلي تلقائي لا إرادي، في ألياف عضلية دقيقة معصبة. تكون الانقباضات خفيفة، غير مؤلمة، ولا تسبب الحركة، وتنجم عن نشاط كهربي غير مراقب في الخلايا والألياف العصبية، وهي تظهر، بشكل أساسي، في أمراض الخلايا العصبية الحركية، مثل التصلب الجانبي الضموري (Amyotrophic lateral sclerosis) وبعد شلل الأطفال. أحيانا لا تكون للظاهرة أية أهمية طبية.
هذه الظاهرة مشهورة حيث يعاني منها ما يصل إلى 70% من الأشخاص. يمكن أن تكون حميدة أو مرتبطة بحالات أكثر خطورة. عندما لا يتم التعرف على السبب أو المرض، يتم تشخيصها على أنها متلازمة التحزم الحميدة
هي انقباض الألياف العضلية المعصبة موضوعية وصغيرة من قبل ليف عصبي وحيد. تكون الانقباضات خفيفة.

## التشخيص
قد تكون الطريقة الأكثر فاعلية للكشف عن التحزُّم هي تخطيط كهربية السطح (EMG). حيث يعد تخطيط كهربية العضل السطحي أكثر حساسية من تخطيط كهربية العضل بالإبرة والمراقبة السريرية في الكشف عن التحزم لدى الأشخاص المصابين بالتصلب الجانبي الضموري (amyotrophic lateral sclerosis).
يمكن الكشف عن مناطق الإنقباض الأعمق عن طريق اختبار تخطيط كهربية العضل (EMG)، على الرغم من أنها يمكن أن تحدث في أي عضلة هيكلية في الجسم. تنشأ التحزمات نتيجة الاستقطاب التلقائي للخلايا العصبية الحركية السفلية مما يؤدي إلى تقلص متزامن لجميع ألياف العضلات الهيكلية داخل وحدة محرك واحدة. من الأمثلة على الاستقطاب الطبيعي الطبيعي هو الانقباضات المستمرة لعضلة القلب، مما يؤدي إلى حدوث نبضات القلب. عادةً ما تتسبب الحركة المتعمدة للعضلة المصابة في توقف التحزُّم فورًا، لكنها قد تعود بمجرد استراحة العضلة مرة أخرى.
يجب أيضًا تمييز التشنجات اللاإرادية (Tics ) عن التحزّم. التشنجات الصغيرة في الجفن العلوي أو السفلي، على سبيل المثال، ليست التشنجات اللاإرادية، لأنها لا تنطوي على عضلة كاملة، بل هي تشنجات في عدد قليل من حزم الألياف العضلية، والتي لا يمكن كبتها.

## الأسباب (باختصار)
لا يوجد سبب مباشر لهذه الاضطرابات ولكن الكثير من الذين يعانون من مرض الصرع أصيبوا بها، ومن الأسباب الأكثر شيوعا هي الإصابة بالسكتة الدماغية، ووجود التشوهات الخلقية، أورام الدماغ، ونقص المَغْنيزيُوم، الصدمات النفسية والتلوث. التعب، وفقدان السوائل، والتصلب المتعدد.

## الأسباب (بالتفصيل)
التحزُّم له أسباب متنوعة، معظمها حميدة، ولكن يمكن أن يكون أيضًا بسبب مرض متعلق بالخلايا العصبية الحركية. ويتعرض لها ما يصل إلى 70% من جميع الأشخاص الأصحاء، على الرغم من أنه نادر الحدوث بالنسبة لمعظم الأشخاص. في بعض الحالات، يمكن أن يكون وجود التحزُّم مزعجًا ويتداخل مع جودة الحياة. إذا كان الفحص العصبي طبيعيًا بخلاف ذلك ولا يشير اختبار مخطط كهربية العضل إلى أي أمراض إضافية، فعادة ما يتم التشخيص بمتلازمة التحزم الحميدة (benign fasciculation syndrome).

### عوامل الخطر
عوامل خطر التحزُّم الحميدة هي العمر، والإجهاد، والتعب، والتمارين الشاقة. يمكن أن يكون سبب التحزُّم القلق أو الكافيين أو الكحول وأمراض الغدة الدرقية. يعد نقص المغنيسيوم سببًا شائعًا للتحزم.
قد تشمل العوامل الأخرى استخدام مضادات الكولين لفترات طويلة. على وجه الخصوص، تشمل هذه الإيثانولامين مثل ديفينهيدرامين (الأسماء التجارية Benadryl و Dimedrol و Daedalon و Nytol)، والمستخدمة كمضاد للهستامين ومهدئ، و dimenhydrinate (الأسماء التجارية Dramamine و Driminate و Gravol و Gravamin و Vomex و Vertirosan) لِعلاج الغثيان ودوار الحركة. قد يعاني الأشخاص المصابون بمتلازمة التحزم الحميدة (BFS) من المذل (خاصة التنميل) (numbness) بعد فترة وجيزة من تناول هذا الدواء؛ تبدأ نوبات التحزُّم مع تلاشي الدواء.
يمكن أن تسبب المنشطات التحزُّم مباشرة. وتشمل هذه الكافيين، والسودوإيفيدرين (سودافيد)، والأمفيتامينات، وموسعات الشعب الهوائية للربو سالبوتامول (الأسماء التجارية Proventil، Combivent، Ventolin). غالبًا ما تحتوي الأدوية المستخدمة لعلاج اضطراب نقص الانتباه (ADHD) على منبهات أيضًا، وهي من الأسباب الشائعة للحزمات الحميدة. نظرًا لأن الربو واضطراب فرط الحركة ونقص الانتباه أكثر خطورة بكثير من التحزُّم بحد ذاتها، فقد يتعين على المريض تحمل هذا التأثير الجانبي بعد استشارة الطبيب أو الصيدلي.
يسبب مانع الاستقطاب العصبي العضلي السكسينيل كولين التحزُّم (depolarizing neuromuscular blocker succinylcholine). وهو أحد الآثار الجانبية الطبيعية لإدارة الدواء، ويمكن الوقاية منه بجرعة صغيرة من مانع عصبي عضلي غير مستقطب قبل إعطاء السكسينيل كولين، وغالبًا ما يكون 10% من جرعة تحريض NMB غير المستقطب( nondepolarizing NMB's induction dose).
تسبب عقار مثل الكافيين في حدوث التحزُّم لا يعني بالضرورة أنه السبب الوحيد.
على سبيل المثال، قد لا يكون نقص المغنيسيوم الطفيف بحد ذاته كافيًا لحدوث التحزُّم (انظر أدناه)، ولكن عند الدمج مع الكافيين، يمكن أن يكون العاملان معًا كافيين.

## العلاج
يكون العلاج عدة في اعطاء مكملات المغنيسيوم حيث عادةَ يوصي أن تؤخذ فقط مع وجبات الطعام، وليس على معدة فارغة. ويعتبر الحد من التوتر والقلق هو علاج مفيد آخر.
لا يوجد علاج مثبت للالتهابات في الأشخاص المصابين بمرض التصلب الجانبي الضموري (Amyotrophic lateral sclerosis ). بين مرضى التصلب الجانبي الضموري (ALS)، لا يرتبط تكرار التحزُّم بمدته، وهو مستقل عن درجة ضعف الأطراف وضمور الأطراف. لا يمكن التنبؤ بمدة مرض التصلب الجانبي الضموري بناءً على تكرار التحزم وحده.

## علم الأوبئة
لوحظ التحزُّم في كثير من الأحيان عند الرجال، والأطباء ممثلون بشكل زائد في عينات الدراسة.